# Međuopćinska nogometna liga Kardeljevo-Metković-Vrgorac 1985./86.
Međuopćinska nogometna liga Kardeljevo-Metković-Vrgorac za sezonu 1985./86. je bila liga petog stupnja nogometnog prvenstva Jugoslavije. 
 
Sudjelovalo je sedam klubova, a prvak je bio "Vrgorac"'. 

## Ljestvica
| mj. | klub                   | ut. | pob. | ner. | por. | gol+ | gol- | bod |
| --- | ---------------------- | --- | ---- | ---- | ---- | ---- | ---- | --- |
| 1.  | Vrgorac                | 12  | 11   | 1    | 0    |      |      | 23  |
| 2.  | Gusar Komin            | 12  |      |      |      |      |      | 17  |
| 3.  | POŠK Veliki Prolog     | 12  |      |      |      |      |      | 15  |
| 4.  | Sloga Blace            | 12  |      |      |      |      |      | 9   |
| 5.  | Mladost Trn            | 12  |      |      |      |      |      | 6   |
| 6.  | Stara Neretva Metković | 12  |      |      |      |      |      | 5   |
| 7.  | Neretvanka Opuzen      | 12  |      |      |      |      |      | 2   |

## Rezultatska križaljka
| kratica | klub                   | GUS | MLA | NER | POŠK | SLO | STN | VRG |
| --- | ---------------------- | --- | --- | --- | ---- | --- | --- | --- |
| GUS | Gusar Komin            |     |     |     |      |     |     |     |
| MLA | Mladost Trn            |     |     |     |      |     |     |     |
| NER | Neretvanka Opuzen      |     |     |     |      |     |     |     |
| POŠK | POŠK Veliki Prolog     |     |     |     |      |     |     |     |
| SLO | Sloga Blace            |     |     |     |      |     |     |     |
| STN | Stara Neretva Metković |     |     |     |      |     |     |     |
| VRG | Vrgorac                |     |     |     |      |     |     |     |
| |                        |     |     |     |      |     |     |     |
| podebljan rezultat - utakmice od 1. do 7. kola (1. utakmica između klubova) rezultat normalne debljine - utakmice od 8. do 14. kola (2. utakmica između klubova) rezultat nakošen - nije vidljiv redoslijed odigravanja međusobnih utakmica iz dostupnih izvora rezultat nakošen i smanjen * - iz dostupnih izvora nije uočljiv domaćin susreta prekrižen rezultat - poništena ili brisana utakmica p - utakmica prekinuta 3:0 p.f. / 0:3 p.f. - rezultat 3:0 bez borbe n.i. - utakmica nije igrana |                        |     |     |     |      |     |     |     |

 Izvori: 